# Chazey-sur-Ain

Chazey-sur-Ain este o comună în departamentul Ain din estul Franței.